# Archibald Bruce
Archibald Bruce (New York, fevereiro de 1777 — 22 de fevereiro de 1818) foi um médico e mineralogista norte-americano.
Foi professor de matéria médica e mineralogia na "Medical Institution of the State of New York", e "Queen’s  College", New Jersey.
Foi membro de várias sociedades científicas nos Estados Unidos e Europa.
Em sua homenagem foi nomeado o mineral brucita.